# Бенедикт I (папа римский)
Бенедикт I (лат. Benedictus PP. I, Евагрий Схоластик называет его Бонозом; ? — 30 июля 579) — папа римский с 2 июня 575 года по 30 июля 579 года.

## Биография
Бенедикт, сын некоего Бонифация, был по происхождению грек.
Его предшественник на папском престоле Иоанн III умер в августе 574 года, но Бенедикту пришлось ждать своей интронизации почти одиннадцать месяцев для освящения: его избрание требовало одобрения византийского императора, но из-за связи расположения недалеко от Рима лагеря лангобардов связь между Константинополем и Римом была затруднена.
Бенедикту удалось направить делегацию в Константинополь, чтобы просить о помощи императора Юстина II (565-578), но должного эффекта эта инициатива не имела: войск, посланных в Рим, было недостаточно для усмирения лангобардов. Тогда император отправил в Рим корабли, полные зерна из Египта, но и это не сильно помогло Риму.
Бенедикт подарил аббату Стефану имение Масса Венерис в Минтурно, назначил 15 священников, 3 диаконов и посвятил 21 епископа. Он старался быть в хороших отношениях с лангобардским герцогом Сполето.
Исторических записей, сделанных в период папства Бенедикта, практически не сохранилось, вероятно, из-за разрушений, причиненных лангобардами. Известно, что он вызвал из монастыря в Монако диакона Григория для укрепления своего административного аппарат орган, тем самым проложив путь к папской тиаре будущему папе Григорию I.
Бенедикт I умер 30 июля 579 года, и был похоронен в ризнице собора Святого Петра.